# Pehr Arvid Säve

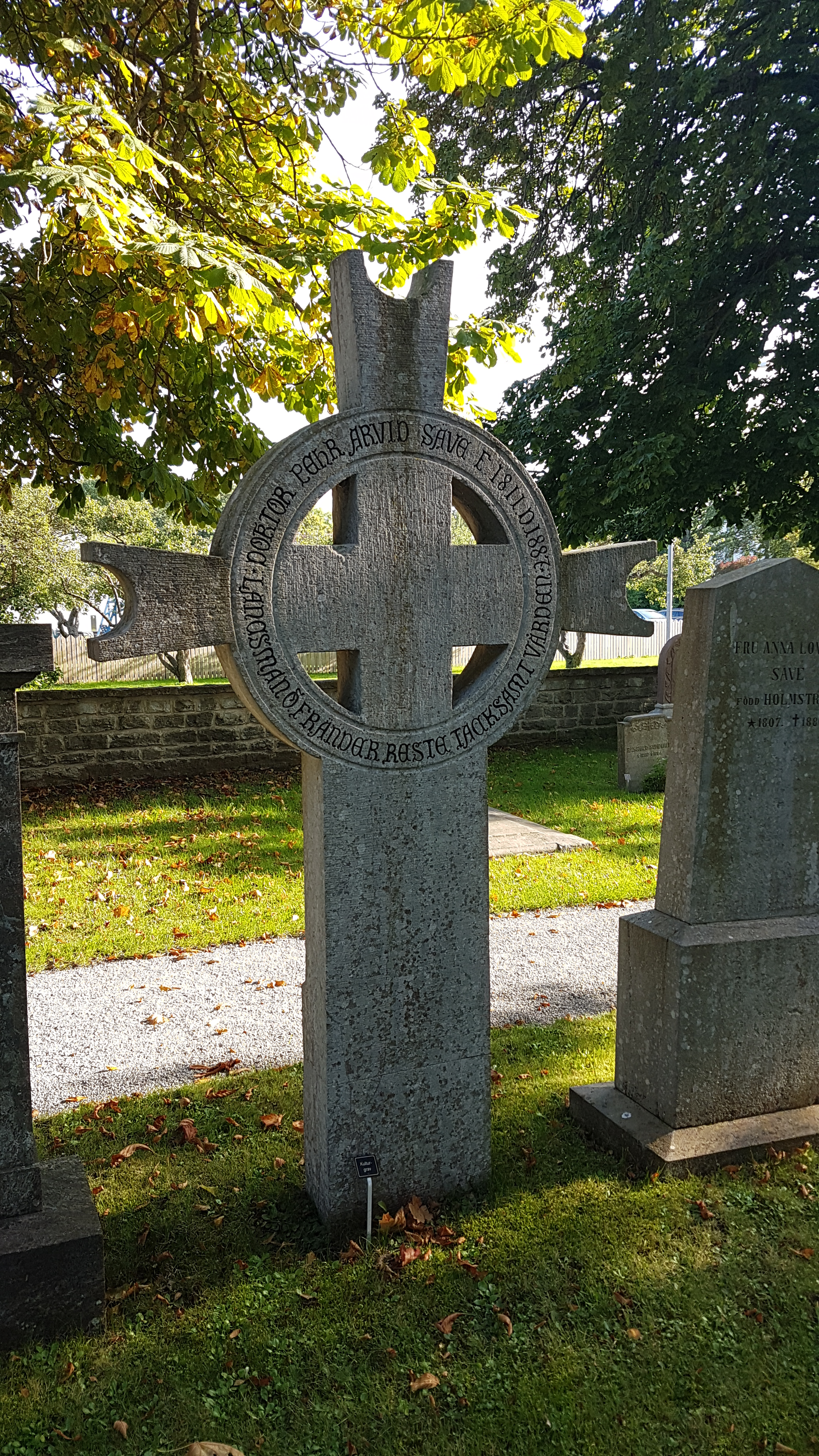
Pehr Arvid Säves gravsten på Östra kyrkogården i Visby

Per Magnus Arvid Säve, född 19 april 1811 i Roma socken på Gotland, död 10 november 1887 i Visby, var en svensk läroverksadjunkt, antikvitetsintendent, skriftställare, tecknare och målare.

## Biografi
Säve var son till prosten i Roma, teologie doktor Per Säve och Hedvig Lallerius och från 1843 gift med AnneLovisa Holmström samt bror till Carl Fredrik Säve. Han blev student vid Uppsala universitet 1830 där han sedan bedrev humanistiska studier under några år samtidigt tecknade han flitigt under ledning av universitetets ritlärare Johan Way. Han blev vice läroverksadjunkt i Visby 1833 och med långa tjänstledighetsperioder var han ordinarie adjunkt 1835–1871. Han var dessutom gymnastiklärare 1854–1857 och ritlärare 1854–1857. Han drev under flera år en privat ritskola i Visby. Säve gjorde det till en livsuppgift att rädda Gotlands särpräglade kultur ur glömska och var en banbrytare för den moderna gotländska kulturhistorien och samlade för Vitterhetsakademiens räkning in uppgifter om Gotlands fornminnen, språk, geografi och kultur. Outtröttlig som upptecknare genomforskade han hela Gotland och parallellt med de skriftliga redogörelserna tecknade han av allt som var av antikvariskt intresse. På den nyinrättade tjänsten som antikvitetsintendent var han Vitterhetsakademiens representant för Gotland, Östergötland och Västergötland 1861-1865.  Hans samlingar i gotländska folkspråket, fornsägner, gamla bruk, minnesmärken, Gotlands odlingshistoria med mera växte kontinuerligt i omfång och vid hans död innehöll folkspråkssamlingarna omkring 28.000 ord och de Gotländska samlingar fem folioband innehållande vardera från 800-1.000 sidor tätt skriven text och ett stort antal teckningar.
Hans omfattande samlingar, handskrivna utkast om gotländska fornföremål, samt hans vidlyftiga brevväxling med brodern Carl Säve donerades av Johan Hambræus till Uppsala universitetsbibliotek. Själv utgav Säve boken Gotland och Wisby i taflor med text av Carl Johan Bergman 1858 och Gotländska minnen 1859. Efter hans och brodern Carl Säves uppteckningar utgav Landsmålsarkivet i Uppsala Gotländsk ordbok 1936–1945. I en serie Gotländska skrifter i fem band (ny upplaga 1978) utgav han ett omfattande traditionsmaterial från Gotland, oftast med efterledet "sagor", så till exempel Strandens sagor (1873), Åkerns sagor (1876), Havets och fiskarens sagor (1880). Ur hans efterlämnade material utgav Jöran Sahlgren i serien Svenska folksagor boken Sagor från Gotland (1945) och i serien Svenska visor boken Gotländska visor (1949).
Säve deltog i den kulturvårdande debatten i Visby och var initiativtagaren till föreningen Gotlands fornvänner och dess museum Gotlands fornsal dit han donerade ett flertal föremål. Han är också en föregångare inom miljövården och naturskyddsvården och utgav redan 1877 en skrift där han propagerade för en djurskyddslag. Han blev 1877 filosofie hedersdoktor i Uppsala, 1882 hedersledamot av Svenska fornminnesföreningen och 1885 av Vitterhetsakademien. Till Säves vänner hörde Fredrik Wilhelm Scholander med vilken han utväxlade brev och teckningar och Schölander utförde även en del illustrationer till Säves bok Gotländska sägner som dock inte kom i tryck.  
Efter honom fick gymnasiet, tidigare det högre allmänna läroverket i Visby, sitt dåvarande namn Säveskolan (nuvarande Wisbygymnasiet). Huvudparten av hans konstnärliga produktion består av antikvariska teckningar, figur- och djur staffage samt landskapsskildringar utförda i akvarell. Säve finns representerad med omkring 300 avbildningar av gotländska minnesmärken och omkring 1.500 teckningar vid Statens historiska museum, ett porträtt av prosten A Ekholtz vid Gotlands fornsal och teckningar vid bland annat Nationalmuseum i Stockholm och Uppsala universitetsbibliotek samt ett porträtt av Martin Gustafson på Embetstsol vid landsarkivet i Visby. 
Han är begraven på Östra kyrkogården i Visby.

## Eftermäle
Asteroiden 11081 Persäve är uppkallad efter honom.